# Unidentified Aerial Phenomenon Task Force
Unidentified Aerial Phenomenon Task Force (UAPTF) är ett amerikanskt federalt program där USA:s försvarsdepartement ska studera och utreda uppkomna oidentifierade flygande föremål (OFF/OFO/Ufo). Programmet administreras av USA:s flottas underrättelsetjänst Office of Naval Intelligence (ONI). UAPTF i sig är ej sekretessbelagt men den använder sig av sekretessbelagd material som gör att varken USA:s försvarsdepartement eller ONI vill prata om programmet med massmedia.
I juni 2020 medgav dock USA:s försvarsdepartement till USA:s senats underrättelsekommitté att man hade upprättat ett program med detta namn i syfte att utreda händelser kopplade till OFF. Trots att de hade tidigare hävdat att man bara utredde sånt mellan åren 2007 och 2012 och då under namnet Advanced Aerospace Threat Identification Program (AATIP), men enligt den amerikanska dagstidningen The New York Times hade det fortsatt minst fram till pressläggningen av tidningsartikeln "Glowing Auras and ‘Black Money’: The Pentagon’s Mysterious U.F.O. Program" som publicerades den 16 december 2017. Den 27 december 2020 signerade USA:s 45:e president Donald Trump (R) lagen Consolidated Appropriations Act, 2021, där den tvingade USA:s försvarsdepartement och USA:s underrättelsemyndigheter att offentliggöra delar av deras rapportering om OFF inom 180 dagar. Det skedde den 25 juni 2021 när Office of the Director of National Intelligence (ODNI) publicerade offentligt en 144 sidor lång rapport om 144 händelser mellan november 2004 och mars 2021, varav 18 av dessa var extra intressanta på grund av ovanlig rörelsemönster som ej kunde förklaras.